# Néa Spartiá
Néa Spartiá (Nea Spartia, Achladion, Palaioachladion) är en ort i Grekland.   Den ligger i prefekturen Fthiotis och regionen Grekiska fastlandet, i den centrala delen av landet, 130 km nordväst om huvudstaden Aten. Néa Spartiá ligger 111 meter över havet och antalet invånare är 238.
Terrängen runt Néa Spartiá är varierad. Havet är nära Néa Spartiá åt sydost. Runt Néa Spartiá är det ganska glesbefolkat, med 27 invånare per kvadratkilometer. Närmaste större samhälle är Stylída, 16,0 km väster om Néa Spartiá. 